# والیان ترک در طبرستان
در سال ۴۰۳ هجری منوچهر زیاری به حکومت زیاریان رسید. با آغاز حکومت منوچهر، دودمان او وارد افول شده و وابسته به سلاطین ترک‌تبار گشت.او و امیران بعدی آل زیار خراجگزار حکومت‌های ترک شدند و پرداخت خراج سالانه‌ای، اغلب به مبلغ پنجاه هزار دینار، در این دوره مرسوم شد. منوچهر متحد سلطان محمود غزنوی بود و بعد از او باکالیجار کوهی و انوشیروان زیاری تابع سلطان مسعود غزنوی شدند.
در سال ۴۳۳ هجری طغرل بیگ، رهبر سلجوقیان که به تازگی در نبرد دندانقان سلطان مسعود را شکست داده‌بود، از نابه‌سامانی در ملک زیاریان و رویدادهای آنجا مطلع شد و برای تسخیر گرگان، نیرو فرستاد. چغری بیک به راحتی با لشکریانش وارد شهر گرگان شد. طغرل مبلغ صد هزار دینار را جهت مصالحه با اهالی، مقرر نمود و مرداویج بن بسو دیلمی، که در لشکرش بود، را به عنوان حاکم گرگان تعیین کرد و خراج سالیانه‌اش را پنجاه هزار دینار اعلام کرد. طبرستان یا بخشی از آن هم به انوشیروان سپرده شد تا تحت نظر مرداویج بن بسو به حکومت خود ادامه دهد.

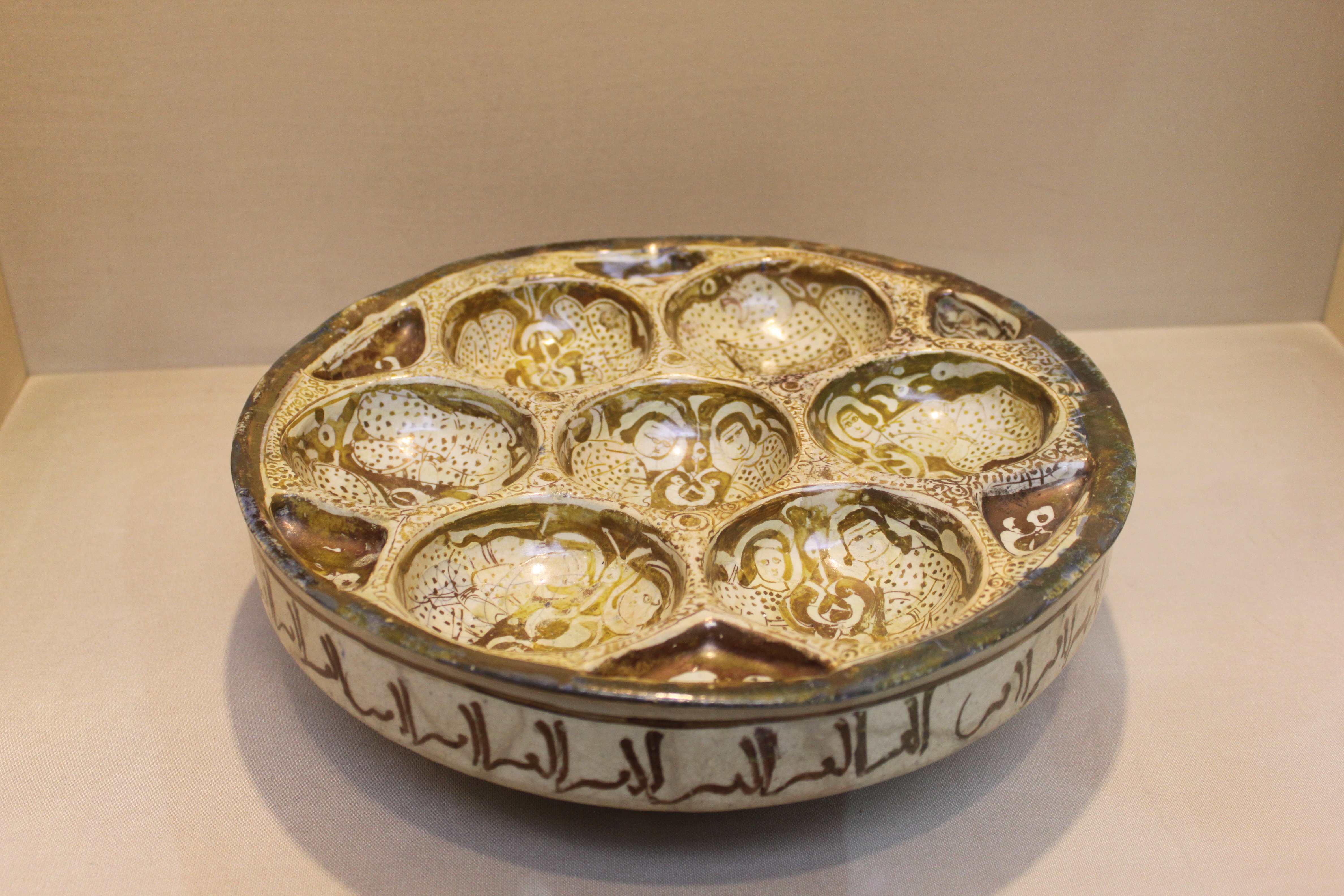
ظرف سفالی از دوران سلجوقی در جرجان

پس از زوال زیاریان و روی کار آمدن سلجوقیان دوران جدیدی در مازندران شروع شد. طغرل در حالی نواحی دشت مازندران را مورد تاخت و تاز قرار داد که مناطق کوهستانی به استقلال خود ادامه دادند. طغرل به باقی گذاشتن گماشته‌ای اکتفا کرد و رو به سوی مناطق غربی ایران نهاد و با خروجش موجب شد عده‌ای از ترکان غز به مناطق مختلفی از مازندران هجوم آورده و غارت و کشتار کنند.امیرداد حبشی معروف به دادبک یکی از ترکان بود که پیرو اسماعیلیه شد. او و دو پسرش، اسماعیل و محمد، حکومت گرگان را تا مدتی به دست داشتند و محمد بن حبشی توانسته بود با تبعیت از سلطان سنجر شرق مازندران را علاوه بر گرگان، تحت اختیار گیرد. بهرحال، این خلأ قدرت سیاسی در مازندران فرصتی مناسب برای ظهور مجدد دودمان باوندیان پدیدآورد. و حسام‌الدوله شهریار شاخهٔ اسپهبدیه را در دودمان باوندی پدیدآورد.
اسپهبدان باوندی در فاصلهٔ سال‌های ۴۶۶ تا ۶۰۶ هجری قمری (۱۰۷۴–۱۲۱۰ میلادی) معاصر با سلجوقیان، بر نواحی گسترده‌ای در طبرستان، گیلان، ری و قومس حکومت داشتند ولی تداوم حیاتشان به حفظ رابطه با سلاطین ترک‌تبار گره خورده بود و پیش از شاه غازی رستم حکومتی مستقل نبوده و تحت انقیاد سلجوقیان قرار داشتند. شاه غازی معروف‌ترین اسپهبد باوندی است که مقارن با سلطان سنجر سلجوقی، قلمرو باوندیان را به غایت خود رسانید.
در زمان خوارزمشاهیان اسپهبدان باوندیان توسط سلطان محمد خوارزمشاه برافتادند و این نواحی تحت سلطه ترکان درآمد. در حمله مغول به ایران طبرستان آسیب بسیار دید و محمد خوارزمشاه به جزیره آبسکون در دریای مازندران پناه برده و در آنجا درگذشت.

## فهرست افراد
| غزنویان              |                 | |
| باکالیجار کوهی       | ۴۲۲ تا ۴۳۳ هجری | در ابتدا سپهسالار و نایب السلطنه انوشیروان زیاری بود ولی توسط مسعود غزنوی اجازه حکومت مستقل بر گرگان و طبرستان را یافت. نسب باکالیجار از خاندان‌های محلی طبرستان بود. |
| سلجوقیان             |                 | |
| مرداویج بن بسو       | از ۴۳۳ هجری     | از سوی طغرل حاکم گرگان شد. |
| امیرداد حبشی (دادبک) | تا ۴۹۳          | پس از مرگ ملکشاه در گرگان شورش کرد. او و پسرانش پیرو اسماعیلیه بودند.                                                                                                |
| اسماعیل بن حبشی      | تا صفر ۵۰۷      | تنها در گرگان. ظاهراً به دستور محمد یکم سلجوقی و به دست خویشاوندان خود به قتل رسید.                                                                                   |
| محمد بن حبشی         |                 | در گرگان و شرق مازندران. تابع سلطان سنجر شد. |
| خوارزمشاهیان         |                 | |
| علیشاه بن سلطان تکش  |                 | حاکم گرگان و دهستان. |
| فیروز                |                 | حاکم بیرون تمیشه. |
| نصیرالدین منکلی      | در ۶۰۶ هجری     | [ ۱۷ ] |
| امین‌الدوله دهستانی   | در ۶۰۷ هجری     | [ ۱۸ ] |